# Nejvyšší zemský písař
Nejvyšší zemský písař (také jen nejvyšší písař, německy Oberstlandschreiber, latinsky summus notarius terrae) byl v dvanáctičlenném kolegiu osmým nejvyšším zemským stavovským úředníkem v Čechách a řídil agendu zemských desek (Landtafeln, tabulae terrae). Obdobně na Moravě patřil mezi sedm nejvyšších zemských úředníků.

## České království
Původně, v období Přemysla Otakara II. (králem 1253–1278) v letech 1260–1270, byl třetím stálým úředníkem královského soudu, ze kterého se vyvinul zemský soud. Vedl zápisy, později označované jako zemské desky. Pocházel z rytířského stavu, zpočátku to byly osoby duchovní. Dohoda mezi králem a stavy v roce 1497 potvrdila, že bude pocházet z rytířského stavu  a určila mu osmou pozici v hierarchii nejvyšších zemských úředníků. Od poloviny 16. století pronikali do tohoto úřadu rytíři, kteří vlastnili více než 200 osedlých a zpravidla ho nepřetržitě vykonávali až dvě desetiletí. Při zasedání většího zemského soudu seděl nejvyšší písař na galerii s místopísařem a menším písařem. Ručil za správnost zápisu soudního protokolu do zemských desek. Četl svědectví a rozsudek a nesměl se odtud vzdálit, pokud zasedal soud. Na přelomu 16. a 17. století dostávali roční plat ve výši 65 kop grošů českých. Obvykle předtím získávali praxi v jiných zemských nebo krajských úřadech. Z titulu svého úřadu bydleli v domě u kláštera sv. Jiří na Pražském hradě. V předbělohorském období byl jmenován na doživotí, po roce 1627 pouze na pět let. Před Bílou horou přísahal králi a stavům, po Bílé hoře pouze králi a jeho dědicům. Do zániku místodržitelského kolegia v roce 1748 byl jedním z jeho jedenácti řádných členů. Úřad existoval až do josefínských reforem. Po soudní reformě roku 1783 byl ředitelem úřadu zemských desk, kde působil až do zániku Habsburské monarchie.
Během obřadu korunovace českých králů nosil královské žezlo.

### Seznam nejvyšších písařů v Čechách

#### Nejvyšší písař královský
- 1163–1169 Martin
- 1169–1181 Florián
- kolem 1184 Jindřich
- 1183–1207 Rapota
- 1202–1218 Benedikt
- 1212 Vojslav
- 1213 Oldřich
- 1215–1220 Anselm
- 1220–1222 Engelšalk
- 1222–1229 Heřman
- 1230 Hypolit
- 1232–1234 Jan
- 1238–1244 Rapota (Reinbot)
- 1233–1240 Vilém
- 1240 Martin
- 1247–1253 Herbord
- 1252–1263 Arnold

#### Nejvyšší písař
- 1250 Divín
- 1257 Přisnobor
- 1264 Václav
- 1279 Velislav
- 1284–1287 Radoslav
- 1295 Bartoloměj
- 1297 Jan
- 1306–1316 Petr (Angelův)
- 1311 Petr
- 1320–1321 Jan
- 1328–1338 Štěpán
- 1340–1348 Jindřich, probošt mělnický, potom pražský
- 1348–1382 Štěpán z Tetína († 2. července 1382)
- 1382–1383 Beneš z Choustníka – poprvé
- 1383–1385 Jan z Dražic
- 1385–1386 Beneš z Choustníka – podruhé
- 1387 Štěpán
- 1387–1392 Kunat Kaplíř ze Sulevic
- 1396–1398 Smil Flaška z Rychenburka na Pardubicích (asi 1350 – 13. srpna 1403) – poprvé
- 1398 Oldřich IV. Vavák z Hradce († 22. září 1421 Kutná Hora)
- 1400 Václav z Buřenic
- 1400–1403[zdroj⁠?!] Smil Flaška z Rychenburka na Pardubicích (asi 1350 – 13. srpna 1403) – podruhé
- 1403–1408 Boček z Kunštátu a z Poděbrad
- 1409 Jan z Michalovic
- 1409–1415 Mikuláš z Egerberka a z Vožic (z Okoře)
- 1417–1419 Mikuláš z Lobkowicz na Hasištejně († 1435)
- 1437–1442 Aleš Vřešťovský z Rýzmburka († 4. června 1442)
- 1453–1457 Arnošt z Leskovce
- 1457–1468 Burian I. Trčka z Lípy a na Lipnici († 1468)
- 1468–1485 Mikuláš Svitáček z Landštejna († 1485)
- 1485–1493 Jan z Roupova
- 1497–1509 Mikuláš Hořický z Hořic na Pecce
- 1509–1510 Albrecht Rendl z Oušavy († 9. září 1522)
- 1510–1512 Zdeněk Malovec z Chýnova († 2. srpna 1512)
- 1512–1523 Radslav Beřkovský ze Šebířova na Liběchově († 13. listopadu 1537) – poprvé
- 1523–1525 Jan Litoborský z Chlumu
- 1525–1537 Radslav Beřkovský ze Šebířova na Liběchově († 13. listopadu 1537) – podruhé
- 1538–1547 Jan Bechyně z Lažan na Pičíně († 15. 5. 1547)
- 1547–1569 Volf z Vřesovic na Teplicích (1532 – 21. 3. 1569)
- 1570–1571 Oldřich Dubanský z Duban na Liběšicích
- 1575 Mikuláš Miřkovský ze Stropčic († 15. října 1575)
- 1576–1596[2][3][4] nebo 1597 Michal Španovský z Lisova na Pacově a Vožici († po 1597)
- 1597–1618 Jan z Klenového a z Janovic na Žinkovách († leden 1624) – poprvé
- 1619–1620 Kašpar Kaplíř ze Sulevic na Neustupově a Miličíně († 21. června 1621 popraven)
- 1620–1624 Jan z Klenového a z Janovic na Žinkovách († leden 1624) – podruhé
- 1624–1640 Kryštof Vratislav z Mitrovic na Březině
- 1640–1651 Přibík Jeníšek z Újezda na Březnici (kolem 1580 – 25. března 1651 Praha)
- 1651 Oldřich Sezima Karel Skuhrovský ze Skuhrova
- 1652–1671 Mikuláš z Gerštorfu († 1671)
- 1671–1682 František ze Šeidleru († 15. ledna 1682)
- 1682–1696 Lambert Hřebenáč z Harrachu († 14. prosince 1696)
- 1697–1720 Petr Mikuláš Straka z Nedabylic († 5. dubna 1720)
- 1720–1737 Václav Kryštof Hložek z Žampachu († 1737)
- 1737–1739 Václav Arnošt Markvart z Hrádku († 1. února 1739)
- 1739–1749 Jan František z Golče
- 1751 Václav Josef Oudrcký z Oudrče († 1751)
- 1751–1771 Josef Jáchym Vančura z Řehnic († 1771)
- 1771–1799 (?) Jan Václav z Astfeldu a z Vydří († 10. února 1799)
- ?–? Jan Václav Hennet, úřad zastával v době korunovace Františka II. v roce 1792[5]
- ?–? Josef Alois Procházka (6. 7. 1770 Budyně nad Ohří – 8. 8. 1844 Praha; 1818 rytíř, 1836 svobodný pán),[6] úřad zastával v době korunovace Ferdinanda V. Dobrotivého v roce 1836, byl zároveň místopředsedou pražského gubernia[7][5]

## Moravské markrabství
Obdobná funkce existovala i na Moravě, doložena je od roku 1373. Za Jošta Lucemburského (markrabětem 1375–1411) byl současně i jeho osobním písařem. V roce 1523 za Ludvíka Jagellonského (markrabětem 1516–1526) bylo potvrzeno, že úřad bude v rukou rytířů. Po josefínských reformách se stal zástupcem prezidenta zemského soudu v hodnosti prvního rady.

### Seznam nejvyšších písařů na Moravě
- 1210 Jan
- 1220 Engelšalk
- 1220 Anselm
- 1221–1220 Apolinář
- 1222–1223 Konrád
- 1222–1236 Hilarius
- 1234 Bartoloměj
- 1238 Ludvík a Viktor
- 1247–1252 Přísnobor
- 150 Tomáš
- 1251–1256 Vilém
- 1286–1297 Jan, probošt sadský
- (1289 Bruno, písař znojemský)
- (?) Petr
- 1305 Jindřich Sturnonuv
- 1342 Dětmar
- 1348 Heřman, probošt brněnský
- 1348–1349 Vítek, arcijáhen olomoucký
- 1350–1353 Ojíř
- 1355–1356 Michal z Bludova
- 1358–1371 Frank (komorník Moravského markrabství)
- (1365–1366 Buzek)
- 1373–1376 Václav z Mladějova
- 1382–1385 Mikuláš z Nupak
- 1386 Ondřej
- 1387–1398 (?) Jan, kanovník kroměřížský a brněnský
- (1398 (?) Dětřich)
- 1398–1399 Ješek (?)
- 1406–1417 Ondřej z Modřic, kanovník brněnský a arcijáhen břetislavský
- 1418 Martin, farář ze Žďáru
- 1418–1420 Petr, probošt tišnovský a kanovník brněnský
- 1434–1437 Jan, kanovník olomoucký a brněnský, probošt kroměřížský
- 1440–1444 Jan z Hodonína, probošt olomoucký
- 1444–1456 Martin z Dobřan, kanovník a arcijáhen olomoucký
- 1480–1499 Tobiáš z Obřanské Hory
- 1499–1503 Jan z Opavy
- 1503–1507 Mikuláš z Olomouce
- 1508–1534 Mikuláš z Bystřice
- 1535–1546 Otmar z Nepomuku
- 1547–1573 Václav Tetauer z Tetova na Malenovicích
- 1573–1578 Jetřich st. Podstatský z Prusinovic
- 1578–1579 Mikuláš z Hrádku na Hošticích
- 1579–1601 Ctibor Sirakovský z Pěrkova na Paskově
- 1601–1608 Vilém Zoubek ze Zdědína na Zdounkách a Habrovanech
- 1608–1618 Jan Čejka z Olbramovic († 8. 7. 1623) – poprvé
- 1620 Jan Čejka z Olbramovic († 8. 7. 1623) – podruhé
- 1624–1636 Jan Šťastný Podstatský z Prusinovic
- 1637–1638 Jan Jetřich Lhotský ze Ptení
- 1638–1642 Bernard Diviš Petřvaldský z Petřvald
- 1642–1647 Jan st. Jakartovský ze Sudíc
- 1648–1655 Zikmund Ferdinand Sak z Bohuňovic
- 1656 Melichar Ledenický z Ledenice na Kelníku
- 1665–1682 Václav Bernard Bartodějský z Bartoděj
- 1682–1692 Rudolf Maxmilián Řikovský z Dobrčic († 1692)
- 1692–1693 Martin Bedřich Pruskauer z Freyenfelsu († 1693)
- 1696–1717 Jan Antonín Pachta z Rayhofnu a Bukové († 1717)
- 1718–1728 František Markvart Záviš z Osenic († 1728)
- 1729–1761 Václav Maxmilián Kříž
- 1761–1772 Jindřich Xaver Hájek z Valdstäten († 1772)
- 1773–1785 Jan Josef Záblatský z Tulešic
- 1786 Jan Biuk z Gerstenfeldu
- 1792–1806 Jan Josef Richter z Velcenštejna († 1806)
- 1807–1810 Kristián August Hentschl
- 1810–1831 Wolfgang Manner († 1831)
- 1832–1840 František z Velcenštejna († 1840)
- 1841–? Karel Vojkovský z Vojkova